# The Avengers (seriál)
The Avengers je britský televizní seriál z let 1961–1969. Je dílem scenáristy Sydneyho Newmana. Hlavní role ztvárnili Patrick Macnee, Diana Rigg a Honor Blackmanová. V letech 1975 a 1976 bylo natočeno pokračování s názvem The New Avengers.

## Herci
| Patrick Macnee    | John Steed (1961–1969)     |
| Ian Hendry        | Dr. David Keel (1961)      |
| Julie Stevens     | Venus Smith (1962–1964)    |
| Honor Blackmanová | Dr. Cathy Gale (1962–1964) |
| Diana Rigg        | Emma Peel (1965–1968)      |
| Linda Thorson     | Tara King (1968–1969)      |